# Rancho Playa
Rancho Playa är en ort i Mexiko.   Den ligger i kommunen Papantla och delstaten Veracruz, i den sydöstra delen av landet, 240 km nordost om huvudstaden Mexico City. Rancho Playa ligger 12 meter över havet och antalet invånare är 436.
Terrängen runt Rancho Playa är platt. Havet är nära Rancho Playa åt nordost. Runt Rancho Playa är det ganska tätbefolkat, med 179 invånare per kvadratkilometer. Närmaste större samhälle är Cazones de Herrera, 17,2 km nordväst om Rancho Playa. Omgivningarna runt Rancho Playa är en mosaik av jordbruksmark och naturlig växtlighet.